# Sandy Springs
Sandy Springs is een plaats (census-designated place) in de Amerikaanse staat Georgia, en valt bestuurlijk gezien onder Fulton County.

## Demografie
Bij de volkstelling in 2000 werd het aantal inwoners vastgesteld op 85.781.

## Geografie
Volgens het United States Census Bureau beslaat de plaats een oppervlakte van
100,9 km², waarvan 97,7 km² land en 3,2 km² water. Sandy Springs ligt op ongeveer 333 m boven zeeniveau.

## Plaatsen in de nabije omgeving
De onderstaande figuur toont nabijgelegen plaatsen in een straal van 16 km rond Sandy Springs.

## Economie
Sandy Springs is bijzonder doordat het bijna alle overheidsdiensten, behalve politie en brandweer, uitbesteed heeft aan privé-ondernemingen. Hiervoor heeft het zich min of meer losgemaakt van Fulton County om daaraan geen belastingen meer te hoeven afdragen voor gemeenschapsdiensten. Later hebben nog enkele gemeenten in Georgia hetzelfde gedaan. Er is kritiek op omdat op die manier de inwoners van Sandy Springs, die over het algemeen meer welgesteld zijn, weigeren mee te betalen voor gemeenschapsvoorzieningen waar ook armere gemeenten van genieten.
De bakkerijketen Cinnabon heeft er zijn hoofdzetel.

## Overleden
- Dean Acheson (1893-1971), politicus
- Kenny Rogers (1938-2020), zanger